# Cynanchum batangense
Cynanchum batangense är en oleanderväxtart som beskrevs av Ping Tao Li. Cynanchum batangense ingår i släktet Cynanchum och familjen oleanderväxter. Inga underarter finns listade i Catalogue of Life.